# کاسکین کوهستانی
کاسکین کوهستانی (نام علمی: Cacicus chrysonotus) یک گونه از پرندگان از تیرهٔ سیاه‌پرگان (Icteridae) است. در بولیوی، کلمبیا، اکوادور، پرو و ونزوئلا یافت می‌شود.
زیستگاه طبیعی آن جنگل‌های کوهستانی نمناک نیمه‌گرمسیری یا گرمسیری است.